# 17 Pułk Piechoty (Cesarstwo Niemieckie)
17 Pułk Piechoty im. Hrabiego Barfuss (4 Westfalski) (niem. Infanterie-Regiment „Graf Barfuß“ (4. Westfälisches) Nr. 17)  – pułk piechoty niemieckiej okresu Cesarstwa Niemieckiego.

## Charakterystyka
Pułk został sformowany 1 lipca 1813. Stacjonował w Morhange . Wchodził w skład XXI Korpusu Armijnego . Wchodził w skład VII Korpusu Armijnego . Wiosną 1914 był w strukturze 42 Dywizji Piechoty.
W wyniku mobilizacji, w sierpniu 1914 pułk osiągnął gotowość bojową i w składzie 65 Brygady Piechoty został wysłany na front zachodni.
Na stopie wojennej pułk liczył początkowo 3287 żołnierzy i dysponował 53-osobowym sztabem. Jego trzon stanowiły trzy bataliony piechoty liczące etatowo po 1079 żołnierzy. Te dzieliły się na cztery trzyplutonowe kompanie. Ponadto pułk posiadał organiczną kompanię karabinów maszynowych. W kolejnych latach w armii cesarskiej następowała restrukturyzacje wojsk. Wprowadzono nowy model „dywizji wz. 1915”. Zgodnie z jej etatem, pozostawiono w pułku 97-osobową kompanię karabinów maszynowych z 15 kaemami, ale liczebność batalionu piechoty zmniejszono do 650 żołnierzy. Słabszym liczebnie batalionom dodano jednak kompanię karabinów maszynowych, a w 1917 pluton granatników i pluton moździerzy. 

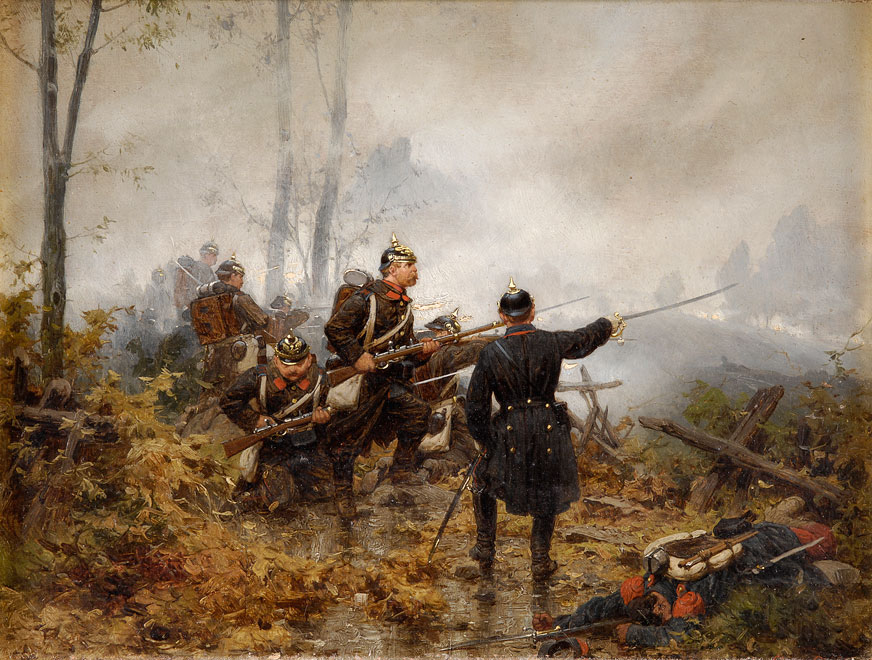
Żołnierze pułku